# Джордж Сітон
Джордж Сітон (англ. George Seaton; 1911–1979) — американський кінорежисер, сценарист, продюсер. Володар двох нагород «Оскар» за найкращий адаптований сценарій та трьох премій «Золотий глобус». У 1955—1958 роках — президент Академії кінематографічних мистецтв і наук.

## Фільмографія

### Сценарист
- 1934 — Студентське турне /  Student Tour
- 1935 — Виграшний квиток /  The Winning Ticket
- 1935 — Ніч в опері /  A Night at the Opera   (чорновий сценарій, в титрах не вказаний)
- 1937 — День на скачках /  A Day at the Races
- 1939 — Чарівник країни Оз /  The Wizard of Oz   (спів-сценарист, в титрах не вказаний)
- 1940 — Одруження лікаря[en] /  The Doctor Takes a Wife
- 1940 — Те, що називають любов'ю[en] /  This Thing Called Love
- 1941 — Та ніч у Ріо /  That Night in Rio
- 1941 — Місяць над Маямі[en] /  Moon Over Miami
- 1941 — Тітка Чарлея[en] /  Charley's Aunt
- 1941 — Казка на ніч[en] /  Bedtime Story   (спів-сценарист, в титрах не вказаний)
- 1942 — Десять джентльменів з Вест-Пойнта[en] /  Ten Gentlemen from West Point   (додаткові діалоги)
- 1942 — Чудовий ідіот[en] /  The Magnificent Dope
- 1943 — Найлютіша людина в світі[en] /  The Meanest Man in the World
- 1943 — Коні-Айленд[en] /  Coney Island
- 1943 — Пісня Бернадетт /  The Song of Bernadette
- 1944 — Переддень Святого Марка[en] /  The Eve of St. Mark
- 1945 — Алмазна підкова[en] /  Diamond Horseshoe
- 1945 — Юна міс[en] /  Junior Miss
- 1946 — Косооке диво[en] /  The Cockeyed Miracle   (за п'єсою Ситона «Але не» прощай "")
- 1947 — Скандальна міс Пілгрим /  The Shocking Miss Pilgrim
- 1947 — Диво на 34-й вулиці /  Miracle on 34th Street
- 1948 — Апартаменти для Пеггі[en] /  Apartment for Peggy
- 1949 — Курча щонеділі[en] /  Chicken Every Sunday
- 1950 — Великий підйом[en] /  The Big Lift
- 1950 — Заради всього святого[en] /  For Heaven's Sake
- 1952 — Все може трапитися[en] /  Anything Can Happen
- 1953 — Маленький хлопчик заблукав[en] /  Little Boy Lost
- 1954 — Сільська дівчина /  The Country Girl
- 1955, 1956 — Час 20th Century Fox[en] /  The 20th Century Fox Hour   (2 випуски)
- 1956 — Люкс Відео Театр[en] /  Lux Video Theatre   (1 випуск)
- 1956 — Гордий і світський[en] /  The Proud and Profane
- 1962 — Фальшивий зрадник[en] /  The Counterfeit Traitor
- 1964 — 36 годин[en] / 36 Hours
- 1968 — Що такого поганого в тому, щоб відчувати себе добре?[en] /  What's So Bad About Feeling Good?
- 1970 — Аеропорт /  Airport
- 1973 — Чудо на 34-й вулиці[en] /  Miracle on 34th Street

### Режисер
- 1945 — Алмазна підкова[en] /  Diamond Horseshoe
- 1945 — Куди ми звідси підемо? /  Where Do We Go from Here?   (со-режисер, в титрах не вказаний)
- 1945 — Юна міс[en] /  Junior Miss
- 1947 — Скандальна міс Пілгрим /  The Shocking Miss Pilgrim
- 1947 — Диво на 34-й вулиці /  Miracle on 34th Street
- 1948 — Апартаменти для Пеггі[en] /  Apartment for Peggy
- 1949 — Курча щонеділі[en] /  Chicken Every Sunday
- 1950 — Великий підйом[en] /  The Big Lift
- 1950 — Заради всього святого[en] /  For Heaven's Sake
- 1952 — Все може трапитися[en] /  Anything Can Happen
- 1953 — Маленький хлопчик втрачений[en] /  Little Boy Lost
- 1954 — Сільська дівчина /  The Country Girl
- 1956 — Гордий і світський[en] /  The Proud and Profane
- 1957 — Вільямсберг: Історія патріота[en] /  Williamsburg: the Story of a Patriot   (к / м)
- 1958 — Улюбленець вчительки /  Teacher's Pet
- 1961 — У його приємній компанії[en] /  The Pleasure of His Company
- 1962 — Фальшивий зрадник[en] /  The Counterfeit Traitor
- 1963 — Гак[en] /  The Hook
- 1964 — 36 годин[en] / 36 Hours
- 1968 — Що такого поганого в тому, щоб відчувати себе добре?[en] /  What's So Bad About Feeling Good?
- 1970 — Аеропорт /  Airport
- 1973 — Розбирання[en] /  Showdown

### Продюсер
- 1951 — Ревінь /  Rhubarb
- 1952 — Аарон Слік з Панкін-Крік[en] /  Aaron Slick from Punkin Crick
- 1954 — Мости Токо-Рі[en] /  The Bridges at Toko-Ri
- 1954 — Сільська дівчина /  The Country Girl   (в титрах в якості продюсера не вказано)
- 1957 — Бляшана зірка /  The Tin Star
- 1958 — Улюбленець вчительки /  Teacher's Pet   (в титрах як продюсер не вказаний)
- 1959 — Але не для мене[en] /  But Not for Me
- 1960 — Мишача метушня[en] /  The Rat Race
- 1962 — Фальшивий зрадник[en] /  The Counterfeit Traitor
- 1963 — Сутінки честі[en] /  Twilight of Honor   (в титрах не вказаний)
- 1968 — Що такого поганого в тому, щоб відчувати себе добре?[en] /  What's So Bad About Feeling Good?
- 1973 — Розбирання[en] /  Showdown

## Нагороди
- 1948 — Премія «Оскар» за найкращий адаптований сценарій за фільм «Диво на 34-ій вулиці»
- 1948 — «Золотий глобус» у категорії «Найкращий сценарій» за фільм «Диво на 34-й вулиці»
- 1948 — Приз за «Найкращий сценарій» кінофестивалю в Локарно за фільм «Диво на 34-ій вулиці»
- 1953 — «Золотий глобус» у категорії «Найкращий фільм з розвитку міжнародного взаєморозуміння» за стрічку «Все може трапитися» [en]
- 1954 — «Золотий глобус» у категорії «Найкращий фільм з розвитку міжнародного взаєморозуміння» за стрічку «Маленький хлопчик заблукав»[en]
- 1955 — «Оскар» в категорії «Найкращий адаптований сценарій» за фільм «Сільська дівчина»
- 1962 — Нагорода імені Джина Гершолта.